# کسفلد
شهر کسفلد در ایالت نوردراین-وستفالن در کشور آلمان واقع شده است.